# 毫摂寺
毫摂寺（ごうしょうじ）は、福井県越前市清水頭町2-9にある浄土真宗の寺院。真宗出雲路派の本山である。

## 歴史

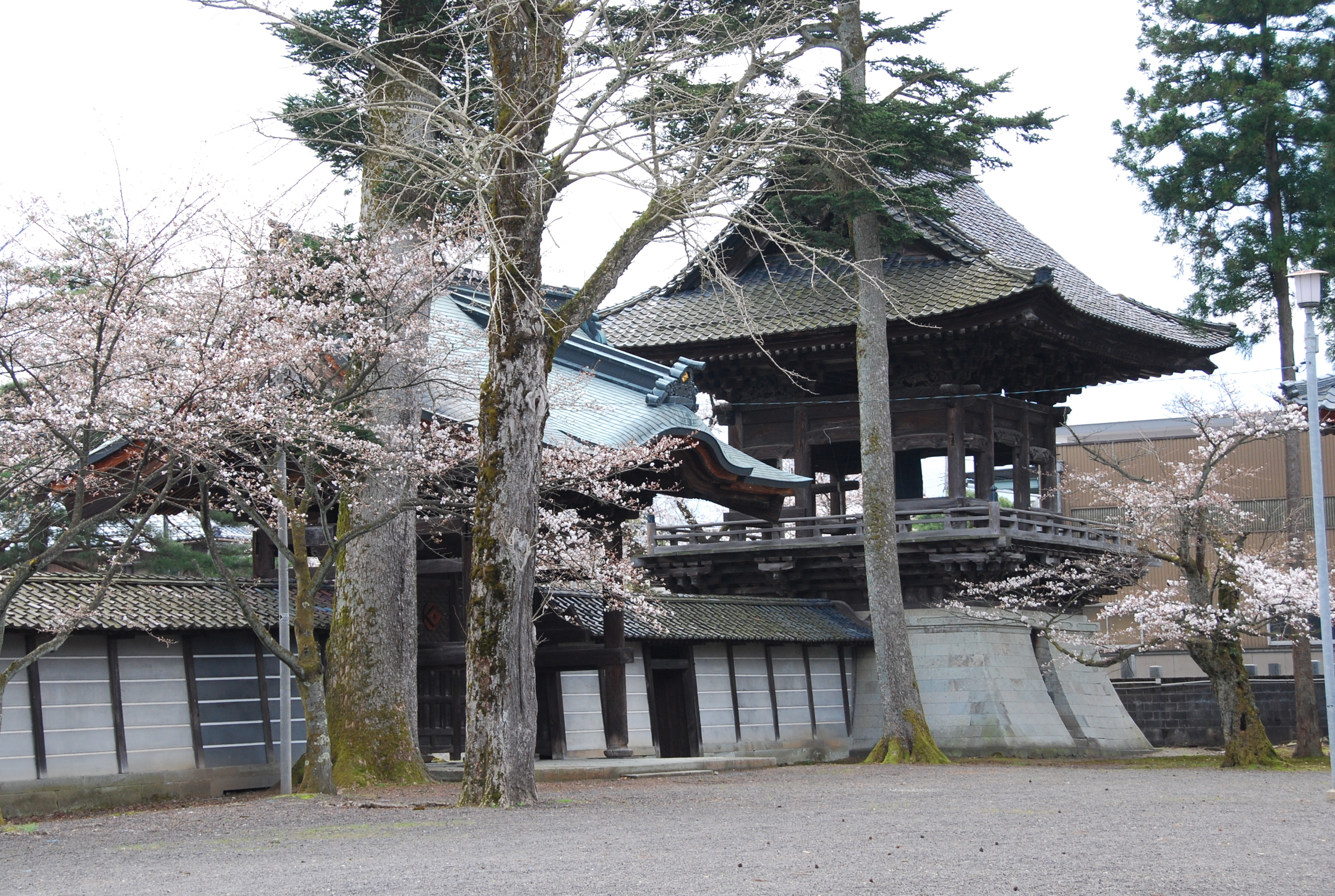
毫摂寺の境内

毫摂寺は、天福元年（1233年）親鸞が山城国愛宕郡出雲路（現在の京都府京都市北区）に創建し、善鸞（第2世）に附与したのに始まると伝えられるが、実際は本願寺の第3代覚如の高弟乗専が創建したとされる。
覚如の子善入（第3世＝幼名　菊寿丸)が住持となり今出川に寺基を移すが、明徳の乱の戦火にあい、暦応元年（1338年）に善幸が住持を兼ねていた越前国山本庄（現在の福井県鯖江市）の證誠寺に毫摂寺も寄寓した。
文明14年（1482年）、善幸の次男の善鎮が住持となるも門末を率いて自ら本願寺蓮如に帰参し（正闡坊・府中御堂陽願寺開基）、その子善覚（第9世）が継ぐも寺勢は衰退する。
越前一向一揆の兵火にあい、さらに證誠寺との争いが起き、善秀（第11世）は失意のうちに没した。嗣子として柳原家より迎えられていた善照（第12世）は教線の拡大につとめ、慶長元年（1596年）に寺基を現在地に移して再興した。おりしも小丸城が廃城となって停滞していた城下町五分市（ごぶいち）は毫摂寺の門前町として発展し、同寺は「五分市本山」と称されるようになる。
元禄年間（1688年-1704年）より明治維新に至るまで青蓮院の院家となり天台宗に属した。門主は花山院家の猶子となる定めであり、寺紋も同家の菖蒲菱が使用された。善准（第17世）には世子がなく善栄（第18世）は興正寺第22世寂永の子である。善慶（第22世）は一条忠香の養女一条輝子を室に迎えた。
1872年（明治5年）、教部省設置にかかる指令により浄土真宗本願寺派と合同したが、1878年（明治11年）、同省廃止をうけ独立して一派を成した。
境内は味真公御助麻呂館の跡と伝えられ、世に味真野長者屋敷といわれている。境内に建つ堂宇のうち阿弥陀堂と御影堂は1878年（明治10年）に火災で焼失後、1884年（明治17年）に再建されたもの。鐘楼や経藏、諸門などは文化8年（1811年）の造営。
毫摂寺は光明天皇、後柏原天皇および後陽成天皇から勅願所の綸旨を受けている。

## 文化財

### 市指定文化財
- 光明号本尊1幅（市指定文化財）
- ヤマモミジ（市指定天然記念物）

出典：

### その他
- 南無仏太子像
- 隻袖阿弥陀如来像（非公開）